# Молчанов, Артём Владимирович
Артём Владимирович Молчанов   (род. 17 октября 1979, Киров) — российский государственный деятель. Мэр Ярославля с 11 ноября 2022 года.

## Биография
В 2001 году окончил Кировский филиал МГЮА по специальности «юриспруденция». Во время учёбы работал юрисконсультом в общественной организации «Юристы за справедливость».
С 2001 — юрисконсульт юридического отдела Управления муниципальными землями Администрации города Кирова, с 2003 — начальник отдела по управлению имуществом, заместитель начальника, начальник Управления (комитета) по делам муниципальной собственности города Кирова.
В 2010 году окончил Кировский филиал Волго-Вятской академии государственной службы по специальности «Финансы и кредит».
Получил дополнительное образование по программам «Контрактная система в сфере закупок товаров, работ, услуг для обеспечения государственных нужд» (2017 г.) и «Вопросы поддержки малого и среднего предпринимательства» (2019 г.) ФГБОУ ВПО «Российская академия народного хозяйства и государственной службы при Президенте Российской Федерации».
Имеет учёную степень кандидата юридических наук.
С 1 февраля 2011 — заместитель руководителя, с 1 марта 2012 — и. о. руководителя, с 29 мая 2012 — руководитель Управления Федеральной антимонопольной службы по Кировской области.
С 2015 года возглавлял Правовое управление ФАС России.
С 17 января 2022 — заместитель Председателя Правительства Ярославской области. Курирует департамент имущественных и земельных отношений, департамент охраны окружающей среды и природопользования, департамент лесного хозяйства, департамент объектов культурного наследия, инспекцию административно-технического надзора. На эту должность он пришёл по приглашению главы Ярославской области Михаила Евраева.
Является доцентом кафедры конкурентного права МГЮА им. О.Е. Кутафина, преподавателем МГУ им. М.В. Ломоносова, СПбГУ.

### Мэр Ярославля
Депутаты муниципалитета избрали 7 ноября 2022 года мэром Ярославля Артёма Молчанова. Официально пост главы Ярославля Артём Молчанов занял 11 ноября.

### Научная и общественная деятельность
Помимо основной работы, Артём Владимирович Молчанов активно занимается общественной деятельностью. Это важная и неотъемлемая часть его жизни, помогающая и в основной работе. Артём Владимирович является членом Ассоциации юристов России, в которой принимал участие по созданию комиссии по конкурентному праву и совершенствованию антимонопольного законодательства. Является ответственным секретарём комиссии с момента её основания.
При участии Молчанова Комиссия по конкурентному праву и совершенствованию антимонопольного законодательства Ассоциации юристов России стала инициатором множества законодательных инициатив в части развития предупредительных механизмов антимонопольного реагирования. Таким образом, результаты плодотворной и кропотливой работы Артёма Молчанова ежедневно помогают создавать в России условия для развития честного и конкурентоспособного бизнеса.
Кроме общественной деятельности, много внимания Артём Владимирович уделяет и науке. Ещё со студенческих времён Молчанов занимается научной деятельностью. Он пишет научные статьи и публикации. На данный момент Артём Владимирович является автором более 40 научных публикаций. Вместе с тем он публикуется в соавторстве с коллегами. Например, фамилию Молчанова можно найти в списке авторов учебников по теме предпринимательского и конкурентного права.
Бoлее 20 лет Артём Молчанов занимается педагогической деятельностью. На данный момент Молчанов является доцентом кафедры конкурентного права в своём родном вузе – МГЮУ имени Кутафина. Также Артём Молчанов преподаёт дисциплины на программах магистратуры в МГУ им. Ломоносова и Санкт-Петербургском государственном университете. Под руководством Молчанова уже успешно защищены несколько магистерских диссертаций.

## Награды
19 апреля 2018 года присвоено звание «Почётный работник Антимонопольных органов России».
29 мая 2019 года награждён медалью «За вклад в развитие Евразийского экономического союза».
4 декабря 2019 года Указом Президента РФ награждён медалью ордена «За заслуги перед Отечеством» второй степени.
2 сентября 2020 года награждён медалью ФАС «За отличие в службе» третьей степени.